# Fessenheim-le-Bas
Fessenheim-le-Bas (deutsch Niederfessenheim) ist eine französische Gemeinde mit 583 Einwohnern (Stand 1. Januar 2021) im Département Bas-Rhin in der Region Grand Est (bis 2015 Elsass). Sie ist Mitglied der Communauté de communes du Kochersberg. Am 1. Januar 2015 wechselte die Gemeinde vom Arrondissement Strasbourg-Campagne zum Arrondissement Saverne.
Fessenheim-le-Bas liegt im Kochersberg etwa 18 Kilometer nordwestlich von Straßburg und wird umgeben von den Gemeinden Kuttolsheim, Nordheim, Furdenheim, Quatzenheim und Dossenheim-Kochersberg.

## Geschichte
Fessenheim-le-Bas liegt an der ehemaligen Römerstraße, die von Straßburg nach Saverne führte und heute noch zum Teil als Departementsstraße genutzt wird.

## Bevölkerungsentwicklung
| Jahr      | 1962 | 1968 | 1975 | 1982 | 1990 | 1999 | 2006 | 2017 |
| Einwohner | 473  | 421  | 439  | 470  | 469  | 452  | 451  | 561  |

|  |  |